# Länsväg 330
De Zweedse weg 330 (Zweeds: Länsväg 330) is een provinciale weg in de provincie Västernorrlands län in Zweden en is circa 17 kilometer lang.

## Plaatsen langs de weg
- Timrå
- Bergeforsen
- Kävsta
- Indal

## Knooppunten
- Länsväg 331 bij Bergeforsen (begin)
- Riksväg 86 bij Indal (einde)